# Mickaël Toti
Mickaël Antoni Toti (Ivry-sur-Seine, 11 aprile 1987) è un ex cestista e allenatore di pallacanestro francese con cittadinanza ivoriana.

## Carriera
Con la Costa d'Avorio ha disputato tre edizioni dei Campionati africani (2011, 2013, 2017).

## Palmarès

### Giocatore
- Pro B: 1

Nanterre: 2010-2011